# Mester Tamás (zenész)
Mester Tamás (Budapest, 1970. augusztus 4. –) magyar énekes, zenész, dalszerző, szövegíró, a Jack Jack zenekar énekese, a negyedik, ötödik és hatodik Megasztár-széria zsűrijének tagja. Szülei: Mester Ákos újságíró és Mester Èva újságíró.[forrás?] Legújabb maxija 2021-ben Flow Like a river címen jelent meg.

## Zenei karrierje

### STEP
Mester Tamás 1989-ben csatlakozott a STEP együtteshez, miután a zenekar megvált korábbi menedzserétől, Fenyő Miklóstól és Kisszabó Gábor is visszatért az Első Emeletbe. Az együttes tagjai akkor: Flipper Öcsi (Jeszenszky Béla) (ének, vokál), Zsoldos Dedy (Zsoldos Gábor) (dob, ütőhangszerek, vokál), Popper Péter (billentyűs hangszerek, ének, vokál), Fehér Attila (gitárok, ének, vokál) és Mester Tamás (basszusgitár, ének, vokál) voltak.

### Mester és tanítványai
1991-1992 között Mester Tamás a Dream Team együttessel Európa-szerte turnézott. A turné ideje alatt Franciaországban élt.[forrás?]
1993-ban hazatért Magyarországra, a közönség igazán ekkor ismerhette meg a nevét. A Mester és tanítványai zenekar énekese, zeneszerzője és gitárosa lett. Társai: Honyecz Ferenc (basszusgitár) és Mozsik Imre (dobok) voltak. Az együttesnek két lemeze jelent meg: A hívők földjén és 1994-ben a Napszületés. A két korongból összesen 150 ezer példány kelt el, és mindkettő elérte az aranylemez minősítést. A zenekarnak a két lemez két díjat is hozott, nekik ítélték oda az „Év Felfedezettje” és az „Év Albuma” díjakat. A zenekar 1995-ben bomlott fel.

### Szólókarrierje
Mester Tamás 1999-ben ismét elhagyta Magyarországot, és előbb Los Angelesben, majd azt követően New Yorkban telepedett le. Első szólólemeze munkálataihoz is Amerikában látott hozzá. Az USA-ban neves külföldi szakemberek is felfigyeltek rá és készülő albumára. Ennek köszönhetően ismerkedett meg mostani producerével Eric Gast-tal, aki 17 éves kora óta jelen van az amerikai zenei életben. Az elmúlt időszakban olyan neves előadók munkáját segítette, mint például: Kid Rock, Will Smith, David Bowie vagy Britney Spears.
2004-ben létrehozták az FM Records lemezkiadót és produkciós irodát. Még ebben az évben egy videóklipet is forgattak, „Crazy ’but you” címmel, amelynek rendezője, Paul Boyd, a forgatás helyszíne pedig Budapest volt.
2005-ben megjelent Szabadítsd fel című kislemeze, amelynek a hozzá tartozó klippel nagy sikere volt Magyarországon. A dallal részt vett az Eurovíziós Dalfesztivál hazai döntőjén is.
2006. április 10-én megjelent régen várt szólólemeze, amelynek a Pillanat címet adta. Az albumon fele-fele arányban hallhatóak magyar és angol nyelvű dalok. A korongon megtalálható az Altass el című dal is, amiből Shane 54 közreműködésével remix is készült. 2021-ben jelent meg új dala, a Flow Like a River, a State 51 – Angol kiadó gondozásában.

### Jack Jack
A Jack Jack zenekart 2007 nyarán alapították Mester Tamás, Ganxsta Zolee (Ganxsta Zolee és a Kartel) és Papp Szabi (Supernem), Tóth Tibit (Hooligans) pedig a már meglévő három tag egyöntetű szavazattal választotta be a zenekarba. A zenekar alapításának célja az volt, hogy Magyarországon is legyen egy „igazi rock&roll zenekar”, de a négy zenészt a zenei összhangon túl a barátság is motiválta a közös zenélésre.
A zenekarról Neményi Ádám producer (akinek nevéhez fűződik többek között az SOS Szerelem és a 9 és 1/2 Randi című filmek) készített egy „rockumentum” filmet, ami az igazi rock&roll életérzésről szól, melyet a Jack Jack zenekar minden tagja teljes mértékben vall és képvisel. A film utolsó jeleneteit a Jack Jack első koncertjén forgatták le Miskolcon, a MEN keretein belül 2008. május 8-án. Itt több kamera rögzítette a zenekar teljes napját: a megérkezést, a színfalak mögött történt eseményeket és a koncertet. A filmet 2008 szeptemberében mutatták be.

## Diszkográfia

### Albumok
- 1989 – STEP – Ciao (ének, basszusgitár)
- 1989 – Fan-Fan – Botrány (vokál)
- 1993 – Mester és Tanítványai – Hívők földjén
- 1994 – Mester és Tanítványai – II
- 1994 – Mester és Tanítványai/Edda Művek – Hazatérsz
- 1995 – Edda Művek – Elvarázsolt Edda-dalok
- 2006 – A pillanat
- 2008 – Jack Jack – The Band
- 2008 – Casanova Night Musical
- 2018 – XYU – Planets
- 2021 – Flow Like a River – single

| Év   | Album                         | Legmagasabb helyezés                   | Minősítés  |
| Év   | Album                         | MAHASZ Top 40 album- és válogatáslemez | Minősítés  |
| ---- | ----------------------------- | -------------------------------------- | ---------- |
| 2006 | A pillanat - Megjelenés: 2006 | 4                                      | Aranylemez |

### Videóklipek
- Hazatérsz
- Kisherceg
- Szabadítsd fel
- Egy forró nyár
- Altass el
- Szeretlek valamiért
- Let's just run now
- Playground
- Planet Quana
- Flow like a river

#### Slágerlistás dalok
| Év                  | Dal                             | Legmagasabb helyezés | Legmagasabb helyezés   | Legmagasabb helyezés | Legmagasabb helyezés | Legmagasabb helyezés         | Legmagasabb helyezés | Album      |
| Év                  | Dal                             | VIVA Chart           | MAHASZ Editors' Choice | MAHASZ Rádiós Top 40 | MAHASZ Dance Top 40  | MAHASZ Single (track) Top 10 | EURO 200             | Album      |
| ------------------- | ------------------------------- | -------------------- | ---------------------- | -------------------- | -------------------- | ---------------------------- | -------------------- | ---------- |
| 2006                | Szabadítsd fel                  | 5                    | 13                     | 21                   |                      |                              |                      | A pillanat |
| 2006                | Egy forró nyár                  | -                    |                        | 24                   |                      |                              |                      | A pillanat |
| 2006                | Altass el feat. Shane54 (remix) | ?                    | 5                      | 7                    |                      |                              |                      | A pillanat |
| 2006                | Szeretlek valamiért             | ?                    |                        | 30                   |                      |                              | 176                  | A pillanat |
| 2009                | Dance                           |                      |                        | 33                   |                      |                              |                      | A pillanat |
|                     |                                 | Összesítés           |                        |                      |                      |                              |                      |            |
| 1. helyezett számok |                                 |                      |                        |                      |                      |                              |                      |            |
| Top 10-be bekerült  | Top 10-be bekerült              |                      | 1                      | 1                    |                      |                              |                      |            |
| Top 40-be bekerült  | Top 40-be bekerült              |                      | 2                      | 5                    |                      |                              |                      |            |

## Elismerések és díjak
- 2007 – VIVA Comet – Legjobb férfi előadó (jelölés)

## Színészi karrierje
1996-ban Mester Tamás a Budapesti Operett Színház felkérésére eljátszotta a Halál szerepét a nagy sikerű Elisabeth című musicalben. Az előadást nem csak a fővárosban, hanem Szegeden is megtekinthették az érdeklődők.